# Dr. Phlox
Dr. Phlox är en fiktiv karaktär i TV-serien Star Trek: Enterprise som spelas av John Billingsley. Dr. Phlox är en denobulan och var från början stationerad på Jorden i San Francisco som en del av Interspecies Medical Exchange. Han hade hand om Klingonen Klaang från början eftersom Klaang hade blivit skjuten med ett Plasmagevär (Plasmarifle).
Sedan frågade Jonathan Archer Phlox om han ville bli chefsläkare på Enterprise. Phlox sa ja och har sedan dess upplevt mycket tillsammans med besättningen på Enterprise. Phlox anas också att ha haft ett förhållande med fänrik Elisabeth Cutler. Phlox har väldigt udda metoder som läkare och använder sig mycket av djur. Han har också brevväxlat med en kollega i Interspecies Medical Exchange som är stationerad på Denobula vars namn är Jeremy Lucas. En av hans största upplevelser är att han tillbringat en natt i sjukstugan med Archer när dennes hund Porthos blev sjuk (A Night In Sickbay).
Han har tre fruar på Denobula och fem barn.